# New Westminster
New Westminster är en stad i British Columbia i Kanada, vid Fraserfloden, omkring 27 kilometer ovanför dess mynning och 15 kilometer sydöst om Vancouver.
New Westminster var tidigare främst känd för sin hamn och sin handel med trävaror.